# Storm Hunter
Storm Hunter, de soltera Sanders, (Rockhampton, Queensland, Austràlia, 11 d'agost de 1994) és una jugadora de tennis professional australiana.
En el seu palmarès destaca un títol de Grand Slam del US Open en la modalitat de dobles mixts l'any 2022. També va ser finalista en la modalitat de dobles femenins a Wimbledon. En el seu palmarès consten set títols de dobles femenins que li van permetre arribar al segon lloc del rànquing de dobles femenins.
Ha format part de l'equip australià de Billie Jean King Cup en diverses ocasions i va col·laborar en arribar a la final en l'edició de 2022.

## Biografia
Filla de Michael i Genene Sanders, té un germà anomenat Baden. Tan els seus pares com el seu germà són militars de l'Armada Reial Australiana. Va començar a jugar a tennis amb sis anys tot i que mai va destacar en categories inferiors.
La família es va traslladar a Perth, on va estudiar al Kolbe Catholic College, i llavors va estudiar psicologia a la University of Canberra.
Es va casar amb Loughlin Hunter el novembre de 2022 i va adquirir el seu cognom des de llavors.

## Torneigs de Grand Slam

### Dobles femenins: 1 (0−1)
| Resultat  | Núm. | Any  | Torneig   | Parella       | Oponents                      | Marcador |
| --------- | ---- | ---- | --------- | ------------- | ----------------------------- | -------- |
| Finalista | 1.   | 2023 | Wimbledon | Elise Mertens | Hsieh Su-wei Barbora Strýcová | 5−7, 4−6 |

### Dobles mixts: 1 (1−0)
| Resultat  | Núm. | Any  | Torneig | Parella    | Oponents                                | Marcador         |
| --------- | ---- | ---- | ------- | ---------- | --------------------------------------- | ---------------- |
| Guanyador | 1.   | 2022 | US Open | John Peers | Kirsten Flipkens Édouard Roger-Vasselin | 4−6, 6−4, [10−7] |

## Palmarès

### Dobles femenins: 17 (8−9)
| 2009 − 2020             | Després de 2021 |
| ----------------------- | --------------- |
| Grand Slam (0−1)        |                 |
| WTA Finals (0−0)        |                 |
| Premier Mandatory (0−0) | WTA 1000 (4−1)  |
| Premier 5 (0−0)         | WTA 1000 (4−1)  |
| Premier (0−0)           | WTA 500 (2−1)   |
| International (2−3)     | WTA 250 (0−3)   |

| Títols per superfície |
| --------------------- |
| Dura (5−4)            |
| Gespa (2−3)           |
| Terra batuda (1−2)    |

| Resultat   | Núm. | Data                   | Torneig                    | Superfície   | Parella            | Oponents                              | Marcador               |
| ---------- | ---- | ---------------------- | -------------------------- | ------------ | ------------------ | ------------------------------------- | ---------------------- |
| Guanyadora | 1.   | 18 de juny de 2017     | Nottingham, Regne Unit     | Gespa        | Monique Adamczak   | Jocelyn Rae Laura Robson              | 6−4, 4−6, [10−4]       |
| Finalista  | 1.   | 17 de setembre de 2017 | Tòquio, Japó               | Dura         | Monique Adamczak   | Shuko Aoyama Yang Zhaoxuan            | 0−6, 6−2, [5−10]       |
| Finalista  | 2.   | 23 de setembre de 2017 | Canton, Xina               | Dura         | Monique Adamczak   | Elise Mertens Demi Schuurs            | 2−6, 3−6               |
| Guanyadora | 2.   | 16 de febrer de 2020   | Hua Hin, Tailàndia         | Dura         | Arina Rodionova    | Barbara Haas Ellen Perez              | 6−3, 6−3               |
| Finalista  | 3.   | 13 de setembre de 2020 | Istanbul, Turquia          | Terra batuda | Ellen Perez        | Alexa Guarachi Desirae Krawczyk       | 1−6, 3−6               |
| Finalista  | 4.   | 18 d'abril de 2021     | Charleston, Estats Units   | Terra batuda | Ellen Perez        | Hailey Baptiste Caty McNally          | 7−6(4), 4−6, [6−10]    |
| Finalista  | 5.   | 13 de juny de 2021     | Nottingham, Regne Unit     | Gespa        | Caroline Dolehide  | Liudmila Kitxenok Makoto Ninomiya     | 4−6, 7−6(3), [8−10]    |
| Guanyadora | 3.   | 9 de gener de 2022     | Adelaida, Austràlia        | Dura         | Ashleigh Barty     | Darija Jurak Schreiber Andreja Klepač | 6−1, 6−4               |
| Guanyadora | 4.   | 19 de juny de 2022     | Berlín, Alemanya           | Gespa        | Kateřina Siniaková | Alizé Cornet Jil Teichmann            | 6−4, 6−3               |
| Guanyadora | 5.   | 23 d'octubre de 2022   | Guadalajara, Mèxic         | Dura         | Luisa Stefani      | Anna Danilina Beatriz Haddad Maia     | 7−6(4), 6−7(2), [10−8] |
| Finalista  | 6.   | 8 de gener de 2023     | Adelaida                   | Dura         | Kateřina Siniaková | Asia Muhammad Taylor Townsend         | 2−6, 6−7(2)            |
| Guanyadora | 6.   | 21 de maig de 2023     | Roma, Itàlia               | Terra batuda | Elise Mertens      | Coco Gauff Jessica Pegula             | 6−4, 6−4               |
| Finalista  | 7.   | 25 de juny de 2023     | Birmingham, Regne Unit     | Gespa        | Alycia Parks       | Marta Kostyuk Barbora Krejčíková      | 2−6, 6−7(7)            |
| Finalista  | 8.   | 16 de juliol de 2023   | Wimbledon, Regne Unit      | Gespa        | Elise Mertens      | Hsieh Su-wei Barbora Strýcová         | 5−7, 4−6               |
| Guanyadora | 7.   | 23 de setembre de 2023 | Guadalajara (2)            | Dura         | Elise Mertens      | Gabriela Dabrowski Erin Routliffe     | 3−6, 6−2, [10−4]       |
| Guanyadora | 8.   | 24 de febrer de 2024   | Dubai, Emirats Àrabs Units | Dura         | Kateřina Siniaková | N. Melichar-Martinez Ellen Perez      | 6−4, 6−2               |
| Finalista  | 9.   | 16 de març de 2024     | Indian Wells, Estats Units | Dura         | Kateřina Siniaková | Hsieh Su-wei Elise Mertens            | 3−6, 4−6               |

#### Períodes com a número 1
| Núm. | Predecessora              | Dates                   | Successora    | Setmanes | Acumulat |
| ---- | ------------------------- | ----------------------- | ------------- | -------- | -------- |
| 1.   | Jessica Pegula Cori Gauff | 06/11/2023 − actualitat | Elise Mertens | 12       | 12       |

### Dobles mixts: 1 (1−0)
| Resultat  | Núm. | Data                   | Torneig               | Superfície | Parella    | Oponents                           | Marcador         |
| --------- | ---- | ---------------------- | --------------------- | ---------- | ---------- | ---------------------------------- | ---------------- |
| Guanyador | 1.   | 11 de setembre de 2022 | US Open, Estats Units | Dura       | John Peers | Kirsten Flipkens É. Roger-Vasselin | 4−6, 6−4, [10−7] |

## Trajectòria

### Individual
| Open d'Austràlia | Q1  | Q1  | 1R  | 1R  | 1R  | Q1  | A   | A   | Q2  | Q1  | 1R  | 1R  | 3R | 0 / 6   | 2 – 6   |
| Roland Garros | A   | A   | A   | A   | A   | A   | A   | A   | A   | 1R  | Q1  | 2R  |    | 0 / 2   | 1 – 2   |
| Wimbledon | A   | A   | A   | A   | A   | A   | A   | A   | NC  | Q3  | Q2  | 1R  |    | 0 / 1   | 0 – 1   |
| US Open | A   | Q1  | A   | A   | A   | A   | A   | A   | A   | 1R  | A   | 1R  |    | 0 / 2   | 0 – 2   |
| Total Victòries−Derrotes | 0−0 | 0−0 | 1−2 | 0−2 | 0−2 | 0−0 | 0−0 | 0−0 | 1−3 | 8−8 | 3−9 | 3−9 |    | 16 – 35 | 16 – 35 |
| Rànquing a final d'any | 721 | 242 | 323 | 371 | 293 | 676 | −   | 428 | 282 | 129 | 237 |     |    |         |         |
| Llegenda: G: Guanyadora; F: Finalista; SF: Semifinalista; QF: Quarts de final; Q: Qualificació; A: Absent; RR: Round Robin; |     |     |     |     |     |     |     |     |     |     |     |     |    |         |         |

### Dobles femenins
| Open d'Austràlia | 1R  | 1R          | 1R          | 1R          | 2R  | 1R          | 1R          | A           | 1R          | 2R    | QF    | QF    | SF | 0 / 12   | 12 – 12  |
| Roland Garros | A   | A           | A           | A           | A   | A           | A           | 1R          | 1R          | 2R    | 2R    | 3R    |    | 0 / 5    | 4 – 5    |
| Wimbledon | A   | A           | A           | A           | A   | 2R          | A           | 1R          | NC          | SF    | 2R    | F     |    | 0 / 5    | 11 – 5   |
| US Open | A   | A           | A           | A           | A   | A           | A           | A           | 1R          | QF    | SF    | 1R    |    | 0 / 4    | 7 – 4    |
| Jocs Olímpics | A   | No celebrat | No celebrat | No celebrat | A   | No celebrat | No celebrat | No celebrat | No celebrat | QF    | NC    | NC    |    | 0 / 1    | 3 – 1    |
| WTA Finals | A   | A           | A           | A           | A   | A           | A           | A           | A           | A     | A     | SF    |    | 0 / 1    | 3 – 1    |
| Total Victòries−Derrotes | 0−1 | 0−2         | 0−2         | 0−3         | 2−2 | 11−6        | 0−4         | 6−15        | 13−11       | 21−12 | 31−13 | 37−14 |    | 121 – 85 | 121 – 85 |
| Rànquing a final d'any | 545 | 280         | 262         | 242         | 134 | 68          | 1036        | 109         | 65          | 30    | 10    | 1     |    |          |          |
| Llegenda: G: Guanyadora; F: Finalista; SF: Semifinalista; QF: Quarts de final; Q: Qualificació; A: Absent; RR: Round Robin; |     |             |             |             |     |             |             |             |             |       |       |       |    |          |          |

### Dobles mixts
| Open d'Austràlia | 1R | A | A | A | QF | A | 1R | SF | 1R | 1R | 2R | 0 / 7 | 6 – 7 |
| Roland Garros | A  | A | A | A | A  | A | NC | A  | 2R | 2R |    | 0 / 2 | 2 – 2 |
| Wimbledon | A  | A | A | A | A  | A | NC | A  | 1R | 1R |    | 0 / 2 | 0 – 2 |
| US Open | A  | A | A | A | A  | A | NC | 1R | G  | 1R |    | 1 / 3 | 5 – 2 |
| Llegenda: G: Guanyadora; F: Finalista; SF: Semifinalista; QF: Quarts de final; Q: Qualificació; A: Absent; RR: Round Robin; |    |   |   |   |    |   |    |    |    |    |    |       |       |

## Guardons
- WTA Doubles Team of the Year (2023 amb Elise Mertens)[5]
- ITF World Champions (2023 amb Elise Mertens)[6]